# Touch the Air

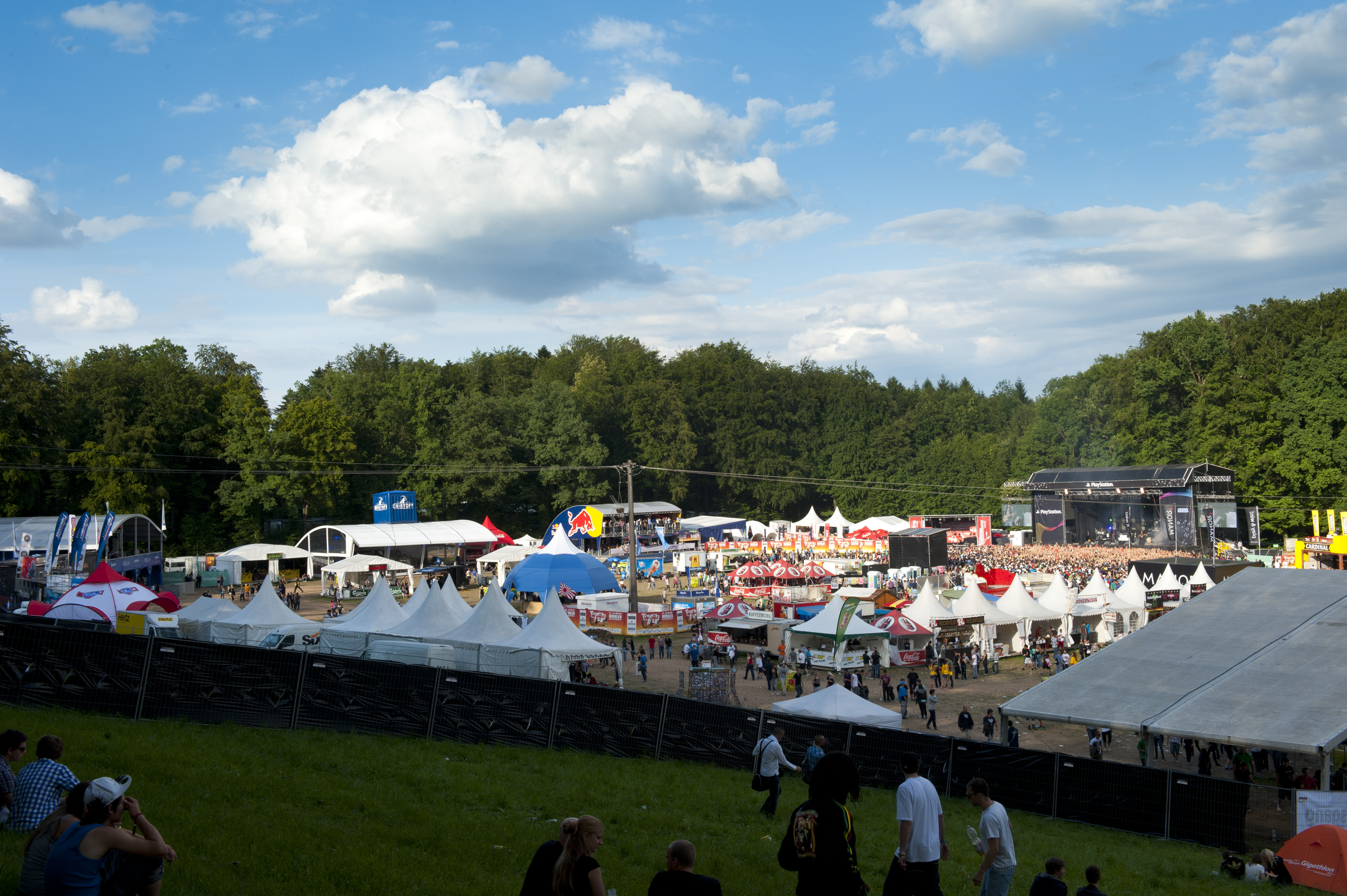
Festivalgelände

Akon während seines Auftrittes im Jahr 2011

Das Touch the Air ist ein Openair-Festival, welches seit 2011 im aargauischen Wohlen stattfindet. Vorgänger war das Festival Touch the Lake, das während des Zürifäschts 2010 stattfand. Jährlich besuchen rund 68'000 Besucher das Festival.
Das Openairs bietet hauptsächlich Künstler der Genres Hip-Hop, RnB und Elektronik. So traten 2011 Akon, Ludacris, Redman & Methodman, Rick Ross, Fat Joe, Tinie Tempah, Sexion d’Assaut, Die Atzen, Sido, Deadmau5, Laserkraft 3D, Fritz Kalkbrenner, Kaskade und weitere bekannte Acts auf. 

## Standort und Festgelände
Das Festgelände befindet sich ungefähr einen Kilometer vom Dorfkern Wohlens entfernt. Für das Openair wird extra ein eigener Bahnhof an der Bremgarten-Dietikon-Bahn errichtet, der die Besucher über einen kostenlosen Bahnshuttle vom Bahnhof Wohlen auf das Festgelände bringt.
Das Gelände des Openairs ist rund 25.000 Quadratmeter gross und bietet Platz für knapp 70.000 Besucher. Im vorderen Teil des Geländes ist der Campingplatz, und die Bühne befindet sich auf der hinteren Seite des Festgeländes. Der V.I.P-Bereich ist auf dem gegenüberliegenden Hügel untergebracht. Auf dem Konzertgelände gibt es neben der Hauptbühne vier Partyzelte, in welchen besonders die Elektronik-Acts auftreten, sowie Food- und Souvenirstände.